# 謝赫扎耶德大清真寺
謝赫扎耶德大清真寺（阿拉伯语：‎）是阿拉伯聯合大公國首都阿布達比的一座清真寺，以該國首任總統扎耶德·本·苏尔坦·阿勒纳哈扬命名（他死後也葬在寺旁）。
清真寺有八十二個圓頂、四座高107公尺的宣禮塔。可容納四萬人聚禮，其中大廳可容納七千人，兩個小廳（其中一座是女寺）可以容納一千五百人。

## 設計
謝赫扎耶德大清真寺的設計和建設可謂團結世界聯合之作，它運用來自印度、意大利、德國、埃及、土耳其、摩洛哥、巴基斯坦、馬來西亞、伊朗、中國、英國、紐西蘭、馬其頓和阿拉伯聯合酋長國等國家的藝術工匠和建築材料。超過三千名工人和三十八家知名承包公司參與了此清真寺的建設工作。被選用的天然材料，多是基於其設計及耐久的特性，包括大理石、黃金、半寶石、水晶和陶瓷。它由意大利英培瑞基鏤公司建造。
謝赫扎耶德清真寺的設計受到波斯建築、莫臥兒建築和埃及阿布阿巴斯穆斯林清真寺的亞歷山大清真寺的啟發，也就是印度伊斯蘭的清真寺建築，特別是巴基斯坦拉合爾的巴達沙清真寺的直接影響。大清真寺的圓頂佈局和建築平面圖靈感來自於巴達沙清真寺。它的拱門是典型的摩爾式建築和它的尖塔屬古典阿拉伯建築。

## 尺寸和統計
主要禱告廳的室內
此清真寺足夠大到可容納4萬多人，主要禱告廳可容納7000多人。有兩個較小的禱告廳，各別容量可達1500人，其中一個是婦女禱告廳。
寺院的四個角落有四個尖塔，高度約為107米（351英尺）。滿布花卉設計的庭園，約17000平方米（18萬平方英尺），同時被視為是世界上擁有最大的馬賽克大理石作品。
來自全世界的高級建材，包括：
- 來自馬其頓普利雷波的斯拉夫白大理石， 使用於外部包層（包括尖塔在內使用了115,119平方米（1,239,130平方英尺））
- 來自意大利南蒂羅爾拉斯的拉薩白石， 使用於室內立面
- 來自印度馬克拉納的馬克拉納石材， 使用於附屬建築和辦公室
- 來自意大利阿卡比安納(Aquabiana)和碧安諾(Biano)
- 中國東方白及漢白玉大理石

## 關鍵的建築特徵
謝赫扎耶德大清真寺有許多特殊而獨特的元素：主要禱告廳的地毯被認為是伊朗地毯公司製造的世界最大的地毯，由伊朗藝術家卡里奇(Ali Khaliqi)設計。地毯面積為5627平方米（60,570平方英尺），由約1,200-1,300個地毯打結工匠製成。這件地毯的重量是35噸，主要由羊毛製成（來自紐西蘭和伊朗）。地毯內有2268,000,000節，大約需要兩年時間才能完成。
謝赫扎耶德大清真寺有進口來自德國慕尼黑的佛斯提公司的七個水晶吊燈，其中包括數百萬施華洛世奇水晶所製而成。該寺最大的吊燈是全球清真寺內第二大知名吊燈，也是全球第三大吊燈，直徑10米（33英尺），高15米（49英尺）。
沿著清真寺周圍的水池反映了清真寺壯麗的列柱，夜晚時分變得更為亮麗。獨特的照明系統由英國著名的燈光設計斯貝爾公司(Speirs and Major Associates)設計，其燈光反映月亮光芒的各個階段。美麗的藍灰色雲彩被投射到外牆的燈光上，隨著月亮的相位逐漸變得更亮更暗。
主要禱告大廳的96支列柱使用珠母貝鑲嵌的大理石，這種工藝極其少見。
真主（阿拉）的99個名字在朝拜牆(Qibla wall)上以傳統的庫法體書寫，字體由著名的阿聯酋書法家穆罕默德•曼迪•塔米米(Mandi Al Tamimi)設計。 朝拜牆還具有微妙的光纖照明。
整個清真寺使用的總共有三種書法風格 - 納斯基，圖盧斯和庫法體，由阿聯酋的穆罕默德•曼迪•阿米塔米，敘利亞的法魯克•哈達德，約旦的穆罕默德•阿拉姆等人起草。

## 外部連結
- 官方网站 （英文）
- Shah, Pino. Rood, Carrie (compiler) , 编. . 1 (of World Heritage Series). Pharr, Texas, the U.S.A.: ArtByPino.com. 2020-03-14  [2020-07-09]. ISBN 0-9979-9844-X. （原始内容存档于2021-06-17） （英语）.